# ساخت و تولید هوشمند
ساخت و تولید هوشمند دسته وسیعی از ساخت و تولید است که از تولیدات یکپارچه رایانه ای، سطح بالایی از سازگاری و تغییرات سریع طراحی، فناوری اطلاعات دیجیتال و آموزش نیروی کار متخصص انعطاف پذیرتر را شامل می‌شود. اهداف دیگر گاهی اوقات شامل تغییرات سریع در سطح تولید بر اساس تقاضا، بهینه‌سازی زنجیره تأمین، تولید کارآمد و قابلیت بازیافت می‌شود. در این مفهوم، کارخانه هوشمند دارای سیستم‌های قابل همکاری، مدل‌سازی و شبیه‌سازی فعال چند مقیاسی، اتوماسیون هوشمند، امنیت سایبری قوی و سنسورهای شبکه‌بندی شده‌است.
تعریف گسترده ساخت و تولید هوشمند بسیاری از فناوری‌های مختلف را دربر می‌گیرد. برخی از فناوری‌های کلیدی در جنبش ساخت و تولید هوشمند شامل قابلیت‌های پردازش داده قوی، دستگاه‌ها و خدمات اتصال صنعتی و رباتیک پیشرفته است.

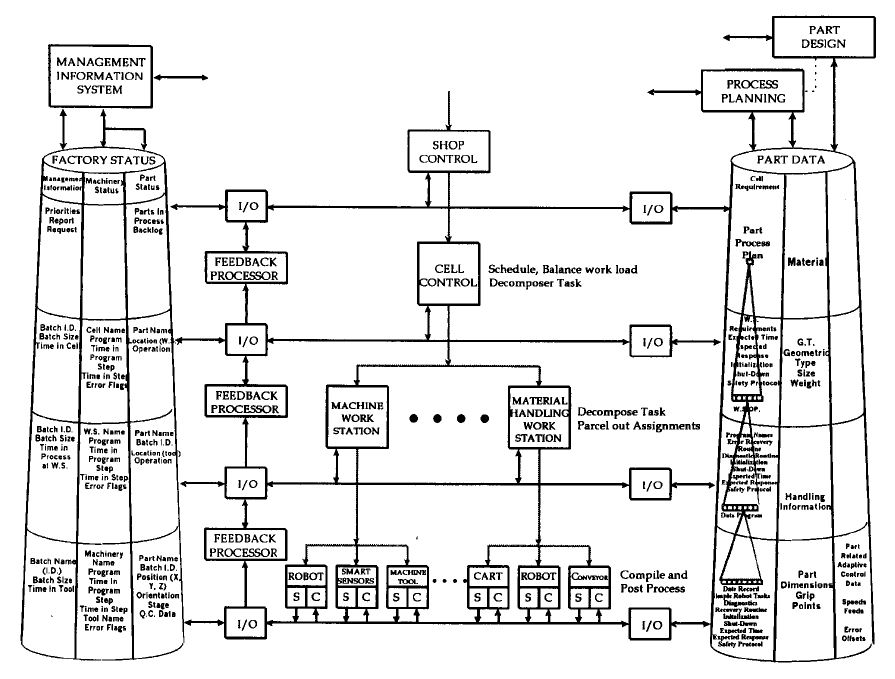
نمودار مثالی از سیستم کنترل ساخت و تولید که ارتباط متقابل تجزیه و تحلیل داده، محاسبات و اتوماسیون را نشان می‌دهد.

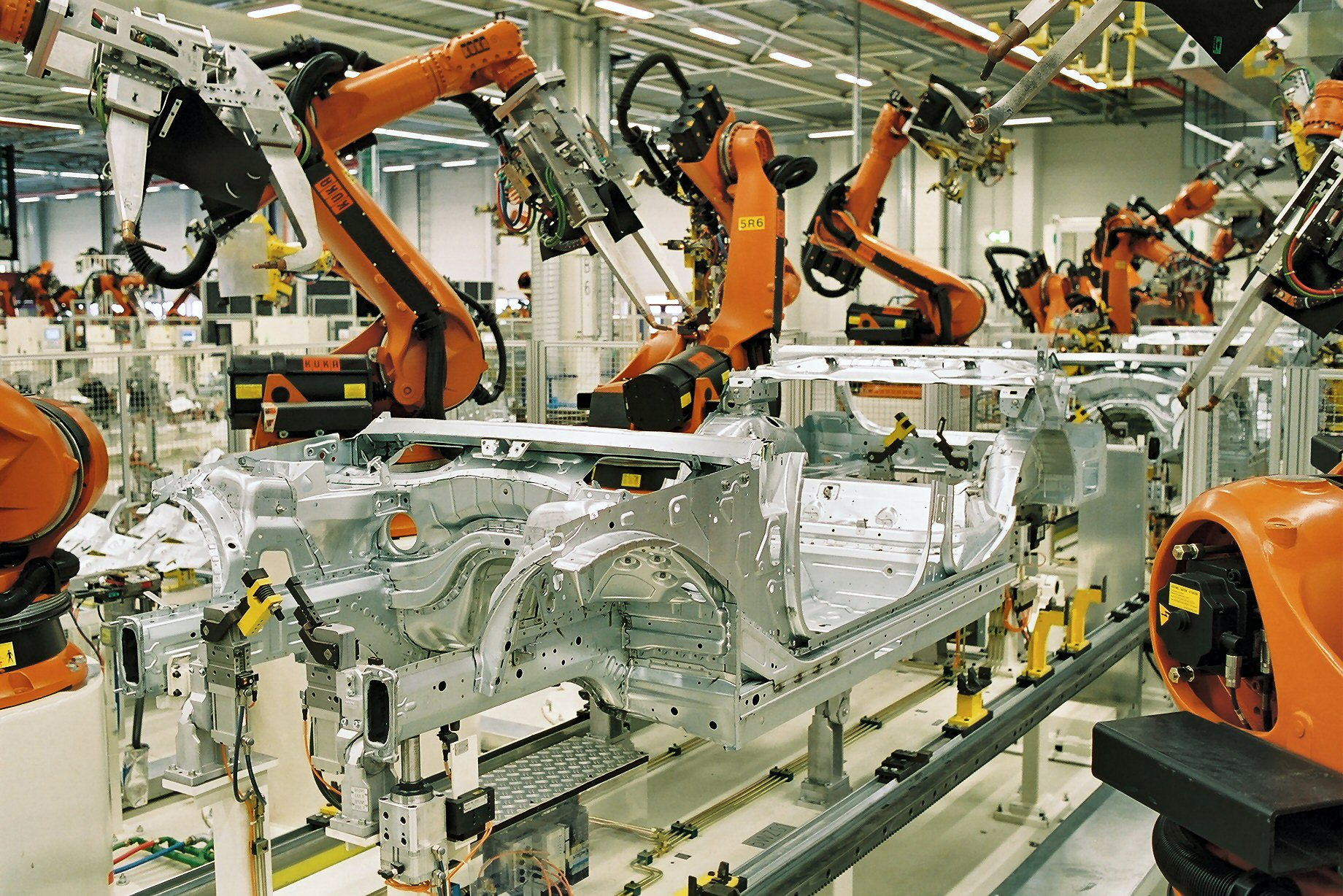
رباتیک پیشرفته که در صنعت تولید خودرو استفاده می‌شود

## پردازش کلان داده‌ها
ساخت و تولید هوشمند با استفاده از تجزیه و تحلیل کلان داده‌ها، فرایندهای پیچیده را اصلاح می‌کند و زنجیره‌های تأمین را مدیریت می‌کند. تجزیه و تحلیل کلان داده‌ها به روشی برای جمع‌آوری و درک مجموعه‌های داده‌ای بزرگ از سه جنبه گفته می‌شود که به این سه جنبه سه و (V) گفته می‌شود: سرعت، تنوع و حجم. معیار سرعت فرکانس به دست آوردن داده‌ها است که می‌تواند همزمان با استفاده از داده‌های قبلی باشد. معیار تنوع انواع مختلف داده‌هایی را که ممکن است مورد استفاده قرار گیرند توصیف می‌کند. معیار حجم نیز نمایانگر تعداد داده‌ها است. تجزیه و تحلیل کلان داده‌ها به شرکت امکان استفاده از تولید هوشمند برای پیش‌بینی تقاضا و نیاز به تغییر در طراحی را می‌دهد به جای آنکه در مقابل سفارشات دریافت شده تصمیمی اتخاذ کنند.
برخی از محصولات دارای سنسورهای تعبیه شده در محصولات هستند، که حجم داده بالایی تولید می‌کنند. می‌توان از این داده‌ها برای درک رفتار مصرف‌کننده و بهبود نسخه‌های بعدی محصول استفاده کرد.

## رباتیک پیشرفته
ربات‌های صنعتی پیشرفته که به آنها ماشین‌های هوشمند نیز گفته می‌شود، به‌طور مستقل کار می‌کنند و می‌توانند به‌طور مستقیم با سیستم‌های مختلف ساخت و تولید ارتباط برقرار کنند. در برخی از زمینه‌های ساخت و تولید پیشرفته، آن‌ها می‌توانند برای کارهای مونتاژ مشترک با انسان‌ها همکاری کنند. این ماشین آلات با ارزیابی ورودی سنسورها و طبقه‌بندی بین تنظیمات مختلف محصولات، قادر به حل مشکلات و تصمیم‌گیری مستقل از افراد هستند. این ربات‌ها قادر به انجام فعالیت‌هایی فراتر از آنچه در ابتدا برای انجام برنامه‌ریزی شده بودند، هستند و از هوش مصنوعی برخوردار می‌باشند که به آن‌ها امکان می‌دهد که از تجربه‌های کسب شده خود یاد بگیرند. این ماشین‌ها دارای انعطاف‌پذیری ای هستند که می‌توانند به واسطه آن مجدداً تنظیم شوند و به آن‌ها هدف داده شود. این امر به آنها توانایی پاسخ سریع به تغییرات طراحی و نوآوری را می‌دهد، که یک مزیت رقابتی نسبت به فرایندهای ساخت و تولید سنتی است. یکی از نگرانی‌های مربوط به رباتیک پیشرفته، ایمنی و رفاه کارگران انسانی است که با سیستم‌های رباتیک تعامل دارند. به‌طور سنتی، اقدامات برای جداسازی ربات‌ها از نیروی انسانی انجام می‌شود، اما پیشرفت در توانایی‌های شناختی رباتیک فرصت‌هایی مانند همکاران رباتی را فراهم کرده‌است که در آن برای ربات‌ها به‌طور مشترک با انسان‌ها کار می‌کنند.
رایانش ابری اجازه می‌دهد تا مقدار زیادی از ذخیره اطلاعات یا توان محاسباتی به سرعت در ساخت و تولید اعمال شود و اجازه می‌دهد مقدار زیادی از داده‌ها مربوط به عملکرد دستگاه و کیفیت خروجی‌ها جمع‌آوری شوند. این می‌تواند پیکربندی دستگاه، تعمیر و نگهداری پیش‌بینی شده و تجزیه و تحلیل خطا را بهبود بخشد. پیش‌بینی‌های بهتر می‌تواند استراتژی‌های بهتری را برای سفارش مواد اولیه یا برنامه‌ریزی برای مراحل تولید تسهیل کند.

## چاپ سه بعدی
از سال ۲۰۱۹، چاپ سه بعدی به‌طور عمده در نمونه سازی سریع، فرایند طراحی تکراری و تولید محصول در مقیاس کوچک مورد استفاده قرار می‌گیرد. با ارتقا سرعت، کیفیت و مواد اولیه فرایند چاپ سه بعدی می‌توان از آن در تولید انبوه و سفارشی سازی انبوه استفاده کرد.

## حذف کردن ناکارآمدی‌ها و خطرات محل کار
ساخت و تولید هوشمند همچنین می‌تواند در بررسی ناکارآمدی محل کار و کمک به ایمنی کارگر همکاری کند. بهینه‌سازی راندمان بخش عظیمی از مصرف‌کنندگان سیستم‌های «هوشمند» است که از طریق تحقیقات داده‌ها و اتوماسیون یادگیری هوشمند انجام می‌شود. به عنوان مثال، به اپراتورها می‌توان کارت دسترسی شخصی با قابلیت وای-فای و بلوتوث داخلی داد، که می‌تواند به دستگاه‌ها و یک بستر ابری متصل شود تا مشخص کند کدام اپراتور در زمان حال حاضر بر روی کدام دستگاه کار می‌کند. می‌توان برای تعیین هدف عملکرد، تعیین قابلیت دستیابی به هدف و شناسایی عوامل ناکارآمدی‌ها از طریق اهداف عملکرد ناموفق یا انجام شده با تأخیر، یک سیستم هوشمند یکپارچه ایجاد کرد. به‌طور کلی، اتوماسیون ممکن است ناکارآمدی ناشی از خطای انسانی را کاهش دهد. و به‌طور کلی، تکامل هوش مصنوعی ناکارآمدی اسلاف خود را از بین می‌برد.
از آنجا که رباتها بیشتر فعالیت‌های فیزیکی ساخت و تولید را بر عهده می‌گیرند، دیگر نیازی به حضور کارگران نیست و کمتر در معرض خطرات قرار می‌گیرند.

## تأثیر انقلاب صنعت چهارم
انقلاب صنعتی چهارم پروژه ای در استراتژی تکنولوژی پیشرفته دولت آلمان است که رایانه سازی صنایع سنتی مانند ساخت و تولید را ارتقا می‌دهد. هدف دستیابی به کارخانه باهوش (کارخانه هوشمند) است که با سازگاری، بازدهی استفاده از منابع، ارگونومی و همچنین ادغام مشتریان و شرکای تجاری در تجارت و فرایندهای ارزش افزوده طبقه‌بندی می‌شود. بنیان فناوری کارحانه هوشمند متشکل از سیستم‌های سایبری-فیزیکی و اینترنت اشیا است.
این نوع «ساخت و تولید هوشمند» از موارد زیر استفاده بسیار خوبی می‌کند:
- اتصالات بی‌سیم: هم در هنگام عملیات مونتاژ محصول و هم در هنگام تعاملات از راه دور با آنها؛
- سنسورهای نسل گذشته: توزیع شده در طول زنجیره تأمین و محصولات مشابه (اینترنت اشیا)
- تهیه حجم بالایی از داده‌ها برای کنترل تمامی مراحل ساخت، توزیع محصول و استفاده از کالاها.

نقشه راه اروپا " کارخانه‌های آینده" و نسخه آلمانی آن " Industrie 4.0" چندین مورد از اقدامات را برای انجام و مزایای مربوطه نشان می‌دهد. برخی از نمونه‌ها عبارت اند از:
- فرایندهای پیشرفته ساخت و تولید و نمونه سازی سریع برای هر مشتری امکان سفارش محصولی بی نظیر را بدون افزایش قابل توجه هزینه فراهم می‌کند.
- پلتفرم‌های مشترک کارخانه‌های مجازی (VF) با بهره‌گیری از شبیه‌سازی کامل و آزمایش مجازی در چرخه حیات محصول، هزینه و زمان مرتبط با طراحی جدید محصول و مهندسی فرایند تولید را به شدت کاهش می‌دهند.
- دستگاه‌های پیشرفته تعامل انسان و ماشین (HMI) و دستگاه‌های واقعیت افزوده (AR) به افزایش ایمنی در کارخانه‌های تولیدی و کاهش تقاضای فیزیکی برای کارگران (که سن آنها روند صعودی دارد) کمک می‌کند.
- یادگیری ماشین برای بهینه‌سازی فرایندهای تولید، هم برای کاهش زمان انتظار و هم برای کاهش مصرف انرژی، اساسی خواهد بود.
- سیستم‌های سایبری-فیزیکی و ارتباطات ماشین به ماشین (M2M) به شما امکان می‌دهد داده‌های زمان حال را از طبقه فروشگاه جمع‌آوری و به اشتراک بگذارید تا با انجام نگهداری و تعمیرات پیش گویانه بسیار مؤثر، زمان خاموش بودن سیستم و زمان انتظار نیروی کار را کاهش دهید.

شرکت اینتل در گزارش سال 2019 خود نوشته است که با تعمیرات پیشگویانه (تعمیر پیش از اتفاق افتادن خرابی) می‌توان تا 30% در هزینه‌ها صرفه‌جویی کرد و 15% بهره‌وری زنجیره تامین را با اینترنت اشیا افزایش داد. همچنین اینتل پیش‌بینی می‌کند تا سال 2025، بیش از 75 میلیارد دستگاه اینترنت اشیا نصب خواهد شد و کارخانه‌های هوشمند سالانه بیش از 3.7 تریلیون دلار در اقتصاد تاثیر خواهند گذاشت.

## نمونه‌هایی از کاربردها

### صنایع داروسازی
در 5 تا 10 سال آینده، فناوری‌های جدیدی که شاخصه‌های اصلی انقلاب صنعتی چهارم محسوب می‌شوند مانند متصل بودن تا تحلیل‌های پیشرفته، رباتیک و اتوماسیون این پتانسیل را دارند که انقلابی در آزمایشگاه‌های کیفیت دارویی به راه بیاندازند. این رویکردهای هوشمند به شرکت‌های دارویی این امکان را می‌دهند که  فرآیند‌های کنترل کیفیت خود را توسعه دهند. این امکانات تولیدی با عملکرد بالا، آزمایشگاه‌های بدون کاغذ، تست‌های بهینه و فرآیندهای خودکار شده را به همراه داشته‌اند. این تغییرات به آزمایشگاه‌ها با عملکرد بالا، امکان بهبود سرعت پایدار را می‌دهد. این تکنولوژی‌ها بهره‌وری را بین 50 تا 100 درصد افزایش داده‌اند. آزمایشگاه‌هایی با عملکرد متوسط می‌توانند به بهره‌وری بیشتری بین 150 تا 200 درصد نیز برسند. 

## آمار
وزارت اقتصاد، تجارت و صنعت در کره جنوبی در ۱۰ مارس ۲۰۱۶ اعلام کرد که به ساخت کارخانه‌های هوشمند در ۱٬۲۴۰ تا ازتشکیلات اقتصادی کوچک و متوسط کمک کرده‌است، که به گفته آنها منجر به کاهش متوسط ۲۷٫۶٪ در محصولات معیوب، ۷٫۱٪ تولید سریع تر ساخت نمونه‌های اولیه و کاهش ۲۹٫۲٪ هزینه‌های تولیدی شده‌است.